# Villalpardo
Villalpardo è un comune spagnolo di 970 abitanti situato nella comunità autonoma di Castiglia-La Mancia.